# 마흐무드 알바헤르
마흐무드 알바헤르(아랍어: محمود البحر, Mahmoud Al Baher, 1994년 1월 3일 ~ )는 시리아의 축구 선수로 현재 바레인 프리미어리그의 알리파 SC에서 공격수로 활동 중이다.

## 클럽 경력
2011년 자블레 SC에서 데뷔한 후 2021년까지 10년간 바니야스 레피너리, 자블레 SC, 알자이시 SC, 자코 SC, 알나스르 SC, 티슈린 SC, 메사이미르 SC, 자블레 SC에서 활동하며 자블레의 2014-15 시리아 프리미어리그 우승, 티슈린의 2017-18 리그 준우승에 일조했고 2021년 바레인 프리미어리그의 알리파 SC로 둥지를 튼 후 바레인 슈퍼컵 우승을 맛보았다.

## 국가대표팀 경력
2011년부터 2016년까지 시리아 U-20 대표팀과 U-23 대표팀에서 활동하다가 2016년 시리아 성인대표팀에 처음으로 합류한 이후 2021년 9월 7일 요르단 암만의 킹 압둘라 2세 스타디움에서 열린 아랍에미리트와의 2022년 FIFA 월드컵 아시아 지역 최종 예선 A조 2차전 중립 홈 경기에서 0-1로 지고 있던 후반 19분 성인대표팀 첫 합류 후 5년만에 국제 A매치 데뷔골을 동점골로 장식하며 팀의 1-1 무승부에 일조했다.

## 수상

### 클럽
자블레 SC
- 시리아 프리미어리그 : 우승 (2014-15)

티슈린 SC
- 시리아 프리미어리그 : 준우승 (2017-18)

 알리파 SC
- 바레인 슈퍼컵 : 우승 (2021)

## 국가대표팀 득점 기록
| # | 경기일         | 경기장소                             | 상대팀       | 득점 | 결과 | 비고                                     |
| - | -------------- | ------------------------------------ | ------------ | ---- | ---- | ---------------------------------------- |
| 1 | 2021년 9월 7일 | 요르단, 암만, 킹 압둘라 2세 스타디움 | 아랍에미리트 | 1-1  | 1-1  | 2022년 FIFA 월드컵 아시아 지역 최종 예선 |